# Bruno Schaller

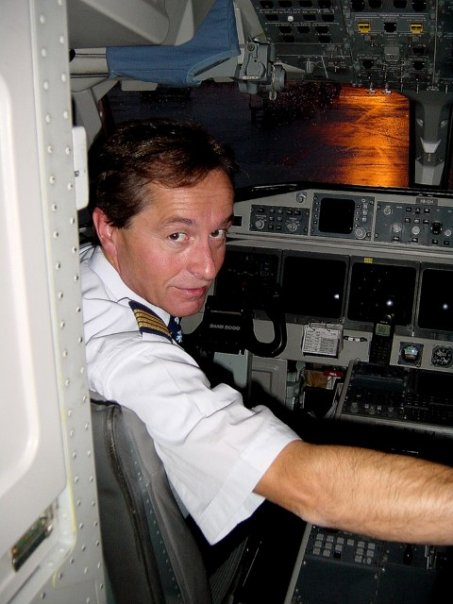
Bruno Schaller im Cockpit einer Saab 2000 der Swiss

Bruno Schaller (* 1958 in Schüpfheim) ist ein Schweizer Journalist und Pilot.

## Leben
Nach dem Gymnasium absolvierte er das Lehrerseminar in Hitzkirch und unterrichtete an der Primarschul-Oberstufe in Schüpfheim und Schenkon. Nach einer Journalistenausbildung am MAZ in Luzern wechselte er in die Publikationsbranche und verband seine Leidenschaft zur Fliegerei mit dem Beruf des Journalisten. Er wurde 1985 Redaktor und später Chefredaktor der Aero-Revue (Internationale Fachzeitschrift für Aviatik, offizielles Publikationsorgan des Aero Clubs der Schweiz).
1988 gründete Bruno Schaller das Textatelier „Creta-Text“ in Sursee, woraus später die Agentur „Creavi“ wurde. In diesem Umfeld übernahm er 1992 die Redaktion des „Luzerner Landbote“ in Sursee als Chefredaktor. 1994 verstarb seine Lebenspartnerin, die Rollstuhl-Weltmeisterin Daniela Jutzeler aus Littau LU, bei einem Verkehrsunfall.
1996 schloss er seine Ausbildung zum Linienpiloten ATPL (Airline Transport Pilot Licence) an der Linienpilotenschule der Crossair (Crossair Training Center) in Basel ab, ein Jahr später ergänzt durch die amerikanische Linienpilotenlizenz FAA bei Link Aviation in Dallas USA. Nach seiner Zeit als Copilot auf der MD-83 bei Crossair und dem Übergang der Airline zur neugegründeten Swiss wurde er 2002 Captain auf der Saab 2000. 2004 wechselte Bruno Schaller zur neugegründeten Helvetic Airways als Captain auf der Fokker 100 und wurde 2005 Chefpilot, Mitglied der Geschäftsleitung und Pressesprecher der Company. Er verließ die Fliegerei 2007 und wechselte ins Schulmanagement, wo er seither eine Volksschul Primar- und Oberstufe im Aargau leitet.
Bruno Schaller wohnt heute in Luzern.